# Abacab
Abacab es el undécimo álbum de estudio de la banda británica Genesis, fue grabado y mezclado en los estudios The Farm (en Surrey) y publicado en 1981. Musicalmente, el álbum representa un giro mucho mayor que su trabajo anterior Duke de 1980.

## Sinopsis
En 1981 aparece Abacab, undécimo LP de estudio de la banda. Representa un cambio notable de estilo, ya no son los sonidos grandiosos y triunfales de los teclados la característica de la música, ahora sobresale la batería resonando en un amplio espacio sonoro ambiental, con intervalos por donde se cuela la voz de Phil Collins.
A raíz de la gira por Japón, Genesis adoptó las computadoras y las cajas de ritmos en su proceso de composición. El apoyo de los adelantos tecnológicos favorece a la banda, sus temas más destacados, como «Me and Sarah Jane», «Man On The Corner», «No Reply at All» y el propio «Abacab» son aceptados ampliamente, identificándose con la nueva generación del público, aquel que no había conocido su etapa sinfónica.
Los cambios ocuparon espacios que anteriormente eran prácticamente inimaginables. El tema «No reply at all» cuenta con el acompañamiento de la sección de vientos de la banda estadounidense Earth, Wind & Fire. Los índices de venta son superiores al álbum anterior (Duke), la gira determina recitales con una asistencia que reúne a cerca de 50 000 personas promedio.
Las declaraciones del trío ilustran acerca de esta transformación:

Una de las razones del cambio es que somos lentos. Nuestros gustos cambian y como realmente hacemos los discos sólo para que nos gusten a nosotros, es una cuestión de cómo respondemos a las cosas
Tony Banks

No era tanto decir qué era lo que íbamos a hacer, sino lo que NO íbamos a hacer. La idea era tratar de evitar repetirnos, habíamos grabado material suficiente para un disco doble y no incluimos lo que sonaba más al «Genesis tradicional». No eran canciones de segunda, pero en cierta manera era como si ya las hubiéramos hecho antes. Así que elegimos las que eran un poco diferentes, de otra manera te estancas y terminas siendo una caricatura de ti mismo
Mike Rutherford

Nos metieron en esta etiqueta de «art rock», «pop-rock», «classical rock» o lo que sea, y en realidad no estábamos ahí. Nosotros escribimos canciones. Algunas canciones son muy directas, otras tienen fantasía en las letras. Pensé que sería buena idea sobresaltar de repente a la gente, usar lo de Earth, Wind & Fire y sacar algo un poco distinto
Phil Collins

Este es el primer álbum que produjimos nosotros. Dave Hentschel, nuestro anterior productor, ya tenía un sonido propio, mientras que el resto de nosotros varía mucho de canción en canción, sin ideas preconcebidas de cómo debería ser mezclado. El hecho de que este disco haya cambiado tiene que ver con el nuevo enfoque de sonido. Algunas canciones son definitivamente un nuevo estilo de Genesis mientras que otras como «Dodo» o «Lurker» podríamos haberlas hecho hace seis años, pero las hicimos con un nuevo arreglo. En Fisher Lane Farm, un lugar cerca de donde todos vivimos, construimos un nuevo estudio sólo para nosotros. Entre algunos de los nuevos accesorios que tenemos ahí y que permitieron el nuevo sonido, por ejemplo, está el Allison Kepex. Con él podemos tomar una nota y cortarla, para que empiece y termine dende queremos. O sea: cualquier parte del sonido de la batería que esté debajo del nivel de volumen no es registrado, por lo tanto se elimina el exceso de reverberancia y, aun así, se consigue el impacto de sonido en vivo.
Mike Rutherford

Aun si el álbum hubiese sido un fracaso comercial no hubiese movido una pestaña, porque Genesis en este momento es fuerte, más fuerte de lo que fuimos en mucho tiempo
Mike Rutherford

Abacab fue un éxito comercial. Alcanzó el tope de las tablas británicas y fue el número 7 en Estados Unidos.

## Portada y título
La portada de Abacab está basada en una pintura, la cual tiene tres variaciones de colores diferentes. En las diferentes ediciones, por lo menos cuatro, y probablemente más, hayan sido utilizadas; generando un punto de confusión. Las tres variaciones que se encontraban en las ediciones originales son las siguientes:
- Amarillo, naranja, verde, gris oscuro
- Gris claro, amarillo, azul, café
- Naranja, azul marino, gris claro, amarillo

Además, se encuentran diferentes variaciones en la ediciones para CD:
- CD: azul claro, naranja claro, verde, rosa
- CD Alemán: rojo, azul, gris claro/beige, amarillo
- CD Virgin: amarillo, rosa, azul claro y negro

El problema de los colores se vuelve más compicado si se tienen en cuenta todas las reediciones posteriores del álbum, dependiendo de la fuente de origen. La edición Definitive Edition Remaster utiliza una combinación de color diferente a la edición de Estados Unidos y la edición de oro incluso utiliza otra.
Genesis utilizó un método de trabajo diferente durante la grabación de este álbum, en comparación a sus trabajos anteriores. Según afirmó Phil Collins en diferentes entrevistas, entraban al estudio de grabación sin ideas preconcebidas y las canciones eran grabadas mediante improvisaciones en el estudio. Cada uno sabía como tocar sus instrumentos y que quedaba bien en las canciones, pero intentaron descartar lo más posible y las canciones prácticamente se componían solas, un método que el grupo volvería a utilizar en sus próximos álbumes. El mismo Collins dijo que disfrutaba mucho más de este método de grabación y composición.
Debido a esto, el álbum Abacab es más abstracto que sus álbumes anteriores, todas las canciones fueron hechas a partir de improvisaciones. Según Tony Banks querían reflejar el contenido del álbum en la ilustración de la portada, por eso se incluyó una pintura abstracta en la misma, que daría una idea gráfica de la música contenida en el álbum.
El origen del título del álbum ha sido motivo de confusión durante un tiempo, la primera expliacación oficial del mismo la daría Mike Rutherford: Había diferentes partes de música dentro de la canción Abacab - A era el verso, B era el coro, C era el puente - y en diferentes momentos durante la grabación de la misma estuvieron en diferentes órdenes. En un determinado momento los órdenes de las secciones eran A-B-A-C-A-B, es decir verso-coro-verso-puente-verso-coro. Aunque en la versión final de la canción, la que aparece en el álbum, este orden era totalmente diferente casi impronunciable, el nombre Abacab perduró y le dio el nombre al álbum.

## Lista de canciones
| Pista | Título inglés     | Título español        | Autor                        | Duración |
| ----- | ----------------- | --------------------- | ---------------------------- | -------- |
| 1.    | Abacab            | Abacab                | Banks / Collins / Rutherford | 7:01     |
| 2.    | No Reply at All   | Sin ninguna respuesta | Banks / Collins / Rutherford | 4:34     |
| 3.    | Me and Sarah Jane | Sarah Jane y yo       | Banks                        | 6:03     |
| 4.    | Keep It Dark      | Déjalo oscuro         | Banks / Collins / Rutherford | 4:33     |
| 5.    | Dodo/Lurker       | Dodo/Espía            | Banks / Collins / Rutherford | 7:32     |
| 6.    | Who dunnit?       | ¿Quién lo hizo?       | Banks / Collins / Rutherford | 3:25     |
| 7.    | Man On The Corner | Hombre en la esquina  | Collins                      | 4:30     |
| 8.    | Like It Or Not    | Te guste o no         | Rutherford                   | 5:00     |
| 9.    | Another Record    | Otro disco            | Banks / Collins / Rutherford | 4:40     |

- En las ediciones originales de LP y casete, el primer lado correspondía a las canciones 1-4, mientras que el segundo correspondía a las canciones 5-9.

## Títulos de trabajo
Antes de que Abacab fuera lanzado al mercado, muchas de las canciones tenían títulos de trabajo (estos son los títulos temporales de las canciones mientras eran grabadas en el estudio y que diferían del nombre final de la canción en el álbum). A continuación se encuentra una lista con los títulos de trabajo originales y el nombre de la canción final (la lista no se encuentra en ningún orden partiuclar):
| Título de trabajo | Título final      | Duración | Notas |
| ----------------- | ----------------- | -------- | --- |
| Abacab            | Abacab            | 7:06     | |
| Jangley           | You Might Recall  | 5:36     | Originalmente lanzada en el EP 3 X 3                                                                                      |
| Nationwide        | No Reply At All   | 4:47     | |
| German I & II     | Dodo/Lurker       | 7:28     | German I es Dodo y German II es Lurker                                                                                    |
| Sub               | Submarine         | 4:21     | Originalmente lanzada en el sencillo «Man On the Corner». Canción instrumental                                            |
| Vocal 3/4         | Naminanu          | 3:55     | Originalmente lanzada en el sencillo «Keep It Dark». Canción instrumental creada a partir de una improvisación en estudio |
| Chunkey           | Me & Virgil       | 6:24     | Originalmente lanzada en el EP 3 X 3                                                                                      |
| Odd               | Keep It Dark      | 4:36     | |
| Spike             | Me & Sarah Jane   | 6:02     | |
| Westside          | Another Record    | 4:42     | Originalmente compuesta para el álbum Duke                                                                                |
| Wierdsynth        | Who Dunnit?       | 3:41     | |
| Lonely Man        | Man On The Corner | 4:30     | |
| Don               | Like It Or Not    | 5:00     | |

## Lanzamiento en SACD/DVD
Una nueva versión de Abacab fue lanzada en el Reino Unido y Japón el 2 de abril de 2007. Fue lanzado en Estados Unidos y Canadá, como parte integrante de la caja de CD Genesis 1976-1982, el 15 de mayo de 2007. Esto incluye el álbum completo remasterizado en estéreo, el álbum completo en sonido envolvente 5.1, y videos relacionados. De acuerdo a las diferentes ediciones, este es el contenido de los discos:
- DISCO 1 - En las ediciones europeas y japonesas es un SACD híbrido. La capa estéreo incluye las canciones remasterizadas, y la capa SACD es multi canal (sonido envolvente).

- DISCO 1 - En las ediciones norteamericanas, es un CD de audio convencional que contiene las canciones remasterizadas. No incluye la capa de SACD.

- DISCO 2 - En todas las ediciones, es un DVD de video que contiene pistas de audio y video. Este DVD incluye tres mezclas diferentes del álbum: DTS Sorround 5.1, Dolby Digital 5.1, y Dolby Stereo.

- DISCO 2 - También incluye los siguientes videos:

1. Entrevista con la banda acerca de este álbum (2006).
2. Videos promocionales: «Abacab», «No Reply At All», «Keep It Dark» y «Man On The Corner».
3. Programa de la gira mundial de 1981 (Galería fotográfica de 15 páginas).

## En la cultura popular
- En 1992, cuando el juego de video Mortal Kombat se portó a la consola Sega Genesis, el equipo de desarrollo creó un código secreto en el juego que se deletreaba «abacab» mediante el mando de control, una referencia deliberada a una de las bandas favoritas del programador Ed Boon, que casualmente tenía el mismo nombre que dicha consola.

- En el dibujo manga y anime Kimagure Orange Road, el restaurante ABCB fue llamado así en homenaje al álbum. (La fonética de estas letras en japonés es similar a la pronunciación de «abacab»).

- Durante una charla sobre la canción en un programa de radio, el actor Artie Lange afirmó que cuando estudiaba en el colegio a veces usaba «A, B, A, C, A, B» para seleccionar las respuestas en los exámenes de selección múltiple. Decía que normalmente tenía cerca de la mitad de las respuestas correctas utilizando este método.

## Formación
- Phil Collins: batería, percusión, voz.
- Tony Banks: teclados
- Mike Rutherford: bajo, guitarras.

Músicos adicionales:
- Earth, Wind & Fire: vientos de metal (solamente en «No Reply At All»).